# William Douglas (seigneur de Liddesdale)
Pour les articles homonymes, voir William Douglas.

Armoiries de la maison de Douglas.

William Douglas (vers 1310 – août 1353), seigneur de Liddesdale, également surnommé le chevalier de Liddesdale et la fleur de la chevalerie est un chevalier écossais qui s'illustra au cours de la seconde guerre d'indépendance de l'Écosse.
Il est le fils aîné de Sir James Douglas de Lothian, et de sa femme, Joan.
En 1341, le roi David II d'Écosse le récompense pour ses actions en lui donnant le comté d'Atholl, et des terres notamment dans le Peeblesshire. Début 1342, il rend Atholl en échange de la seigneurie de Liddesdale. Il n'est pas connu pour avoir porté le titre de comte d'Atholl.
Il est assassiné par son cousin William Douglas, futur Lord de Douglas, en 1353. Liddesdale chassait sur les terres de Douglas. Ce dernier, accusant Liddesdale de vouloir usurper ses terres, le tua.